# Cyperus lecontei
Cyperus lecontei är en halvgräsart som beskrevs av John Torrey och Ernst Gottlieb von Steudel. Cyperus lecontei ingår i släktet papyrusar, och familjen halvgräs. Inga underarter finns listade i Catalogue of Life.